# Masters de Canadá 2021
El Masters de Canadá 2021 fue un torneo de tenis que se disputó en pista dura al aire libre. Se trató de la edición 131.ª (para los hombres) y la 119.ª (para las mujeres) del Masters de Canadá. Fue parte de los ATP Tour Masters 1000 de los Torneos ATP en 2021, y de los WTA 1000 en los torneos Torneos WTA en 2021. El torneo femenino se disputó en el Estadio IGA de Montreal y el masculino en el Aviva Centre de Toronto, del 9 al 15 de agosto de 2021, el cual pertenece a un conjunto de torneos que forman parte del US Open Series 2021.

## Puntos y premios

### Distribución de Puntos
| Evento                  | G    | F   | SF  | CF  | R16 | R32 | R64 | C  | C2 | C1 |
| Individuales masculinos | 1000 | 600 | 360 | 180 | 90  | 45  | 10  | 25 | 16 | 0  |
| Dobles masculinos       | 1000 | 600 | 360 | 180 | 90  | 0   | —   | —  | —  | —  |
| Individuales femeninos  | 900  | 585 | 350 | 190 | 105 | 60  | 1   | 30 | 20 | 1  |
| Dobles femeninos        | 900  | 585 | 350 | 190 | 105 | 1   | —   | —  | —  | —  |

### Premios monetarios
| Evento                 | G          | F        | SF       | CF       | Ronda de 16 | Ronda de 32 | Ronda de 64 | Q2     | Q1     |
| Individuales Masculino | $1,020,425 | $500,340 | $251,815 | $128,050 | $66,490     | $35,055     | $18,930     | $4,360 | $2,220 |
| Individuales Femenino  | $501,975   | $243,920 | $122,190 | $58,185  | $28,030     | $14,360     | $7,745      | $3,150 | $1,905 |
| Dobles Masculino       | $316,000   | $154,710 | $77,600  | $39,830  | $20,590     | $10,860     | —           | —      | —      |
| Dobles Femenino        | $143,600   | $72,534  | $35,910  | $18,075  | $9,170      | $4,530      | —           | —      | —      |

## Cabezas de serie

### Individuales masculino
A partir de la nueva actualización del ranking ATP, se defenderán solamente el 50% de los puntos conseguidos entre el 4 de marzo y el 5 de agosto de la temporada 2019. Además, debido a que el torneo no es obligatorio en 2021, los jugadores pueden contar su siguiente mejor resultado en su lugar si ese resultado es mejor. En consecuencia, los puntos posteriores diferirán de los puntos anteriores solo si los puntos ganados en 2021 del jugador superan los puntos defendidos.
| N.º | Rank. | Tenista               | Puntos | Puntos por defender† | Puntos ganados | Nuevos puntos | Ronda hasta la que avanzó en el torneo               |
| 1   | 2     | Daniil Medvédev       | 9920   | 300                  | 1000           | 10 620        | Campeón, venció a Reilly Opelka                      |
| 2   | 4     | Rafael Nadal          | 7815   | 500                  | 0              | 7815          | Baja por lesión antes de la primera ronda.           |
| 3   | 3     | Stefanos Tsitsipas    | 8115   | (125)                | 360            | 8350          | Semifinales, perdió ante Reilly Opelka               |
| 4   | 7     | Andrey Rublev         | 6005   | (180)                | 0              | 6005          | Tercera ronda, perdió ante John Isner                |
| 5   | 10    | Denis Shapovalov      | 3625   | (45)                 | 10             | 3625          | Segunda ronda, perdió ante Frances Tiafoe [LL]       |
| 6   | 12    | Casper Ruud           | 3205   | (75)                 | 180            | 3385          | Cuartos de final, perdió ante Stefanos Tsitsipas [3] |
| 7   | 13    | Hubert Hurkacz        | 3118   | 45                   | 180            | 3298          | Cuartos de final, perdió ante Daniil Medvédev [1]    |
| 8   | 14    | Diego Schwartzman     | 2913   | 23                   | 90             | 2890          | Tercera ronda, perdió ante Roberto Bautista [10]     |
| 9   | 16    | Félix Auger-Aliassime | 2693   | 45                   | 10             | 2693          | Segunda ronda, perdió ante Dušan Lajović             |
| 10  | 17    | Roberto Bautista      | 2630   | 180                  | 180            | 2630          | Cuartos de final, perdió ante Reilly Opelka          |
| 11  | 22    | Gaël Monfils          | 2423   | 180                  | 180            | 2423          | Cuartos de final, perdió ante John Isner             |
| 12  | 18    | Álex de Miñaur        | 2600   | (45)                 | 10             | 2600          | Segunda ronda, perdió ante Nikoloz Basilashvili      |
| 13  | 20    | Christian Garín       | 2475   | 45                   | 10             | 2475          | Segunda ronda, perdió ante John Isner                |
| 14  | 21    | Grigor Dimitrov       | 2466   | (10)                 | 10             | 2466          | Segunda ronda, perdió ante Reilly Opelka             |
| 15  | 24    | Aslán Karatsev        | 2287   | (15)                 | 10             | 2287          | Segunda ronda, perdió ante Karen Jachanov            |
| 16  | 15    | Jannik Sinner         | 2745   | (40)                 | 10             | 2745          | Segunda ronda, perdió ante James Duckworth [Q]       |

† Debido a un cambio en el cronograma para el torneo de 2021 y a las reglas de ajuste de clasificación de COVID, la columna de defensa de Puntos refleja el mayor de (a) 50% de los puntos del jugador en 2019 y (b) el 19º mejor resultado del jugador. Las instancias de este último se incluyen entre paréntesis.

#### Bajas masculinas
| Rank. | Tenista           | Puntos antes | Puntos por defender | Puntos ganados | Puntos después | Motivo                |
| ----- | ----------------- | ------------ | ------------------- | -------------- | -------------- | --------------------- |
| 1     | Novak Djokovic    | 12 113       | 0                   | 0              | 12 113         | Descanso.             |
| 4     | Rafael Nadal      | 7815         | 500                 | 0              | 7315           | Lesión en el pie.     |
| 5     | Alexander Zverev  | 7250         | 0                   | 0              | 7250           | Descanso.             |
| 6     | Dominic Thiem     | 7905         | 90                  | 0              | 7005           | Lesión en la muñeca.  |
| 7     | Matteo Berrettini | 5533         | 0                   | 0              | 5533           | Lesión en el muslo.   |
| 9     | Roger Federer     | 4215         | 0                   | 0              | 4215           | Lesión en la rodilla. |
| 11    | Pablo Carreño     | 3260         | 0                   | 0              | 3260           | Descanso.             |

### Dobles masculino
| Tenista                           | Clasif | Preclasificados |
| Nikola Mektić Mate Pavić          | 3      | 1               |
| Juan Sebastián Cabal Robert Farah | 15     | 2               |
| Rajeev Ram Joe Salisbury          | 19     | 3               |
| Kevin Krawietz Horia Tecău        | 36     | 4               |
| Łukasz Kubot Marcelo Melo         | 36     | 5               |
| John Peers Filip Polášek          | 37     | 6               |
| Tim Puetz Michael Venus           | 51     | 7               |
| Rohan Bopanna Ivan Dodig          | 51     | 8               |

### Individuales femenino
Las cabezas de serie están establecidas al ranking del 2 de agosto.
| N.º | Rank. | Tenista                  | Puntos | Puntos por defender | Puntos ganados | Nuevos puntos | Ronda hasta la que avanzó en el torneo            |
| 1   | 3     | Aryna Sabalenka          | 6845   | 0                   | 350            | 7195          | Semifinales, perdió ante Karolína Plíšková [4]    |
| 2   | 5     | Bianca Andreescu         | 5331   | 900                 | 105            | 4536          | Tercera ronda, perdió ante Ons Jabeur [13]        |
| 3   | 6     | Elina Svitólina          | 5125   | 90                  | 1              | 5036          | Segunda ronda, perdió ante Johanna Konta          |
| 4   | 7     | Karolína Plíšková        | 4975   | 130                 | 585            | 5430          | Final, perdió ante Camila Giorgi                  |
| 5   | 9     | Garbiñe Muguruza         | 4165   | 0                   | 1              | 4166          | Segunda ronda, perdió ante Kateřina Siniaková     |
| 6   | 10    | Simona Halep             | 4115   | 190                 | 60             | 3985          | Segunda ronda, perdió ante Danielle Collins       |
| 7   | 13    | Petra Kvitová            | 3985   | 0                   | 105            | 4070          | Tercera ronda, perdió ante Camila Giorgi          |
| 8   | 15    | Victoria Azárenka        | 3825   | 60                  | 190            | 3955          | Cuartos de final, perdió ante Aryna Sabalenka [1] |
| 9   | 17    | Elise Mertens            | 3495   | 0                   | 1              | 3496          | Primera ronda, perdió ante Camila Giorgi          |
| 10  | 18    | Anastasia Pavlyuchenkova | 3420   | 30                  | 60             | 3450          | Segunda ronda, perdió ante Jessica Pegula         |
| 11  | 19    | María Sákkari            | 3295   | 0                   | 105            | 3400          | Tercera ronda, perdió ante Victoria Azárenka [8]  |
| 12  | 20    | Elena Rybakina           | 3083   | 0                   | 1              | 3084          | Primera ronda, perdió ante Liudmila Samsónova     |
| 13  | 22    | Ons Jabeur               | 2930   | 0                   | 190            | 3120          | Cuartos de final, perdió ante Jessica Pegula      |
| 14  | 23    | Karolína Muchová         | 2876   | 0                   | 1              | 2877          | Primera ronda, perdió ante Océane Dodin [Q]       |
| 15  | 25    | Cori Gauff               | 2765   | 0                   | 190            | 2955          | Cuartos de final, perdió ante Camila Giorgi       |
| 16  | 26    | Madison Keys             | 2575   | 0                   | 1              | 2576          | Primera ronda, perdió ante Rebecca Marino [WC]    |

#### Bajas femeninas
| Rank. | Tenista        | Puntos antes | Puntos por defender | Puntos ganados | Puntos después | Motivo            |
| ----- | -------------- | ------------ | ------------------- | -------------- | -------------- | ----------------- |
| 1     | Ashleigh Barty | 9635         | 60                  | 0              | 9575           | Descanso.         |
| 2     | Naomi Osaka    | 7336         | 190                 | 0              | 7146           | Sin especificar.  |
| 4     | Sofia Kenin    | 5640         | 350                 | 0              | 5290           | Lesión en el pie. |
| 8     | Iga Świątek    | 4685         | 190                 | 0              | 4495           | Descanso.         |

### Dobles femenino
| Tenista                          | Clasif | Preclasificados |
| Elise Mertens Aryna Sabalenka    | 8      | 1               |
| Shuko Aoyama Ena Shibahara       | 18     | 2               |
| Nicole Melichar Demi Schuurs     | 23     | 3               |
| Alexa Guarachi Desirae Krawczyk  | 33     | 4               |
| Gabriela Dabrowski Luisa Stefani | 37     | 5               |
| Darija Jurak Andreja Klepač      | 48     | 6               |
| Ellen Perez Květa Peschke        | 81     | 7               |
| Cori Gauff Jessica Pegula        | 91     | 8               |

## Campeones

### Individual masculino
Daniil Medvédev venció a  Reilly Opelka por 6-4, 6-3

### Individual femenino
Camila Giorgi venció a  Karolína Plíšková por 6-3, 7-5

### Dobles masculino
Rajeev Ram /  Joe Salisbury vencieron a  Nikola Mektić /  Mate Pavić por 6-3, 4-6, [10-3]

### Dobles femenino
Gabriela Dabrowski /  Luisa Stefani vencieron a  Darija Jurak /  Andreja Klepač por 6-3, 6-4